# Tim Curry
Timothy James «Tim» Curry (Grappenhall, Inglaterra, 19 de abril de 1946) es un actor, comediante, cantante y actor de voz británico, conocido por su trabajo en una amplia gama de producciones de cine, teatro y televisión, a menudo interpretando a personajes secundarios y a villanos. Curry saltó a la fama con su interpretación del Dr. Frank-N-Furter en la película The Rocky Horror Picture Show (1975), repitiendo el papel que ya había interpretado en las producciones teatrales de The Rocky Horror Show en Londres (1973) y Los Ángeles (1974).
Sus otros papeles en teatro incluyen varios personajes en la producción original de Hair en el West End (1968), Wolfgang Amadeus Mozart en la representación de Amadeus en Broadway (1980), el Rey Pirata en The Pirates of Penzance en el West End (1982), Alan Swann en la adaptación teatral de la película Mi año favorito en Broadway (1992) y el Rey Arturo en Spamalot en el West End (2005-2007).
Curry también ha tenido éxito en sus papeles en cine y televisión, entre los que se encuentran Rooster Hannigan en la adaptación cinematográfica de Annie (1982), el Señor de la Oscuridad en Legend (1985), el mayordomo Wadsworth en la comedia de suspense Clue (1985), Pennywise en la miniserie de terror It (1990), el doctor Yevgeniy Petrov en La caza del octubre rojo (1990) y Long John Silver en Los teleñecos en la isla del tesoro (1996).
También ha trabajado como actor de voz en numerosas películas y series televisivas de animación, normalmente interpretando a villanos.
Sus papeles en animación incluyen al Capitán Garfio en la serie de FOX Peter Pan y los piratas (1990-1991), Hexxus en FernGully: Las Aventuras de Zak y Crysta (1992), Nigel Thornberry en la serie de Nickelodeon Los Thornberrys (1998-2004) y Darth Sidious en Star Wars The Clone Wars (2012-2014).

## Vida privada
Nació en Grappenhall (Cheshire) y es hijo de James Curry, un capellán metodista de la Royal Navy que murió cuando Curry tenía doce años, y de Patricia, una secretaria de escuela que murió en junio de 1999, después de padecer cáncer dos años. Su hermana mayor, Judith («Judy»), era concertista pianista y murió de un tumor cerebral en 2001.
Curry pasó la mayor parte de su infancia en Plymouth, Devon, y acudió a la Lymm High School, pero tras la muerte de su padre a causa de una neumonía en 1958, su familia se trasladó al sur de Londres. Allí acudió a la Kingswood School en Bath, Somerset. Allí desarrolló un gran talento como cantante soprano, pero decidido a concentrarse en la actuación, Curry se graduó de la Universidad de Birmingham con una licenciatura combinada en inglés y teatro en 1968.
En la actualidad Curry reside en Toluca Lake, California. Es agnóstico. En junio de 2012, Curry sufrió un accidente cerebrovascular grave. Como resultado del accidente, ahora usa una silla de ruedas.

## Carrera como actor

### Rocky Horror Picture Show

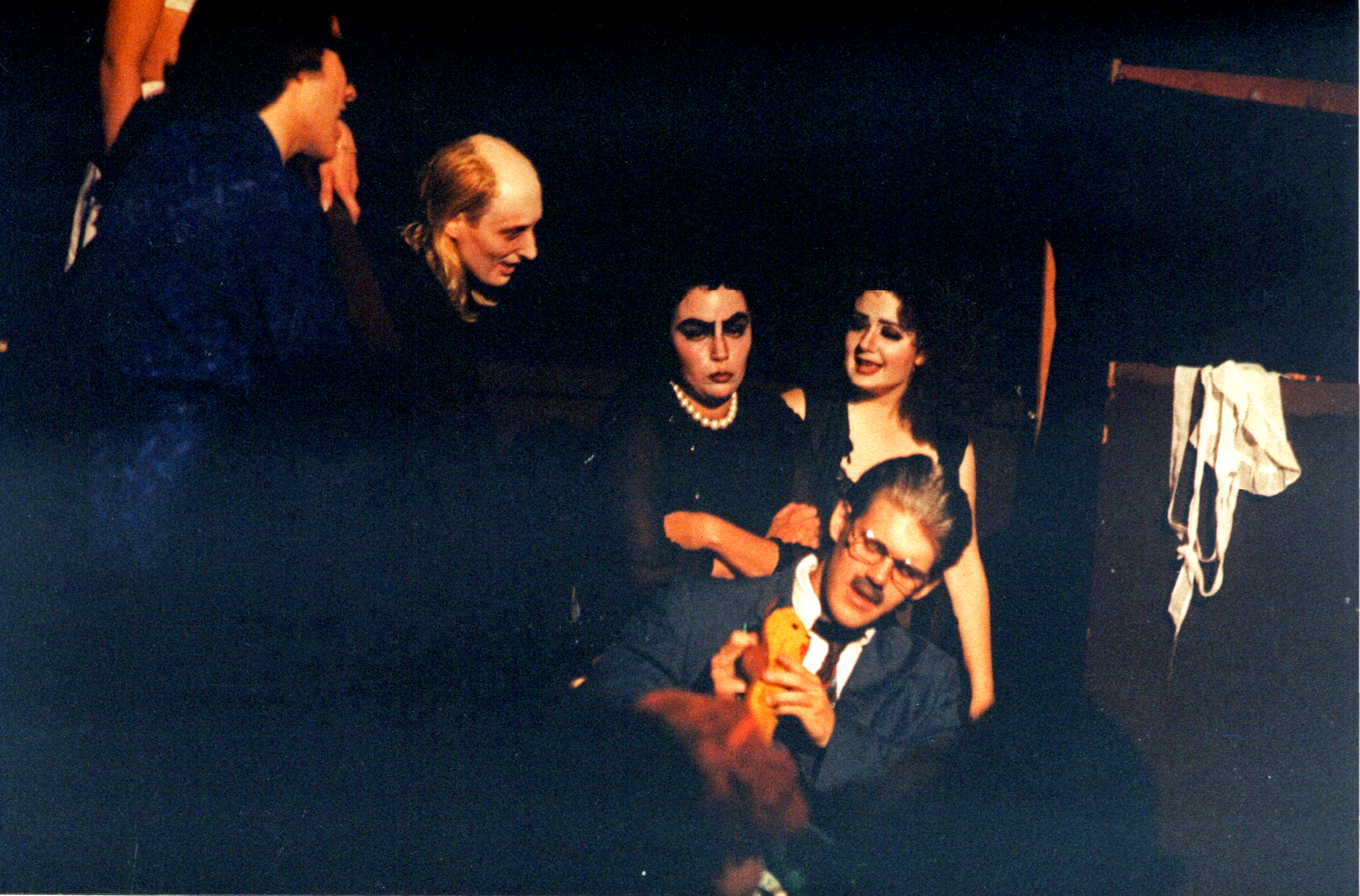
Curry en una actuación de The Rocky Horror Show.

El primer papel a tiempo completo de Curry fue como parte del reparto original de Londres del musical Hair en 1968, donde conoció por primera vez a Richard O'Brien, quien luego escribió el siguiente papel a tiempo completo de Curry, el del Dr. Frank-N-Furter en The Rocky Horror Picture Show (1975).
Inicialmente Curry ensayó el papel con acento alemán y el pelo rubio oxigenado, pero el personaje evolucionó al científico loco astuto, superdotado y travesti con acento inglés de la versión cinematográfica.
Curry pensó que el personaje era solo un médico de laboratorio vestido con una bata blanca. Sin embargo, por sugerencia del director Sharman, el personaje evolucionó hasta convertirse en el diabólico científico loco y travestido con un acento belgravia de clase alta. Siguió interpretando el personaje en Londres, Los Ángeles y Nueva York hasta 1975. Por medio de este personaje Curry se transformó en una estrella de culto. En 2016, Curry participó en una nueva versión de la película, titulada The Rocky Horror Picture Show: Let's Do the Time Warp Again.

### Teatro
El primer papel de importancia en la carrera profesional de Curry fue como miembro del reparto original de Hair en 1968 en Londres, cabe destacar que el reparto cambiaba según el lugar, había un reparto en New York, otro en Buenos Aires, en París, etc. Luego hizo The Rocky Horror Show en Broadway en 1974 pero fue recibido tibiamente, siguió interpretando al personaje en Los Ángeles y Nueva York hasta 1975.
Poco después del final de la carrera de Rocky Horror en Broadway, Curry volvió a la escena con Travesties de Tom Stoppard, que estuvo presente en Londres y Nueva York de 1975 a 1976. Travesties fue un éxito en Broadway. La obra teatral obtuvo dos premios Tony como mejor actor y mejor comedia, así como el New York Drama Critics Circle Award (Best Play), además que la actuación de Curry interpretando al famoso dadaísta, Tristan Tzara, recibió buenas críticas.
En 1981, formó parte del reparto original de Amadeus, interpretando el papel principal de Wolfgang Amadeus Mozart. Este papel le supuso su primera nominación a los premios Tony pero fue derrotado por su compañero y coestrella Ian McKellen, que interpretaba a Antonio Salieri.
En 1982, Curry interpretó al Rey Pirata en la versión londinense de The Pirates of Penzance, junto a George Cole, obteniendo críticas entusiastas. Mientras que a mediados de los 80, Curry actuó en The Rivals (Bob Acres, 1983) y en muchas obras del Royal National Theatre de Gran Bretaña.
En 1993, Curry interpretó a Alan Swann en la versión musical de Broadway de My Favourite Year, lo que le valió su segunda nominación al premio Tony, esta vez a la mejor interpretación de un actor principal en un musical.
En 2001, Curry apareció como Scrooge en la versión musical de A Christmas Carol que se realizaba en el Madison Square Garden. En 2004, Curry comenzó su papel de Rey Arturo en la obra Spamalot en Chicago. El espectáculo vendió entradas por valor de más de un millón de dólares en sus primeras 24 horas. Debido al éxito obtenido la obra se trasladó a Broadway en febrero de 2005. Este le trajo una tercera nominación de Tony, otra vez por Mejor Actuación en un Musical. Curry repitió este papel en el West End de Londres, donde Spamalot abrió sus puertas el 16 de octubre de 2006. Su actuación final llegó el 6 de enero de 2007. Fue nominado al Premio Laurence Olivier como mejor actor de un musical por su papel, y también ganó el premio Theatregoers' Choice Award (obtuvo el 39% de los votos de más de doce mil espectadores) como mejor actor de un musical.
La carrera de Curry en el teatro fue homenajeada el 7 de junio de 2015 en el décimo noveno anual Tony Awards Viewing Party del Fondo de Actores, donde fue galardonado con un Premio al Logro Artístico.

### Cine

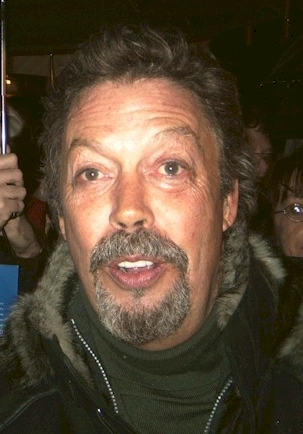
Tim Curry en 2005 en Nueva York.

Después de The Rocky Horror Picture Show, Curry comenzó a aparecer en diversas películas, actuando en papeles secundarios, como Robert Graves en la película británica de terror The Shout, como Johnny LaGuardia en Times Square, como Daniel Francis "Rooster" Hannigan en Annie, una película basada en el musical de amplio espectro del mismo nombre y como Jeremy Hancock en la película política The Ploughman's Lunch.
En 1985, Curry protagonizó la película de fantasía Legend como el Señor de las Tinieblas. El director Ridley Scott propuso a Curry en la película después de verlo en The Rocky Horror Show, pensando que era ideal para interpretar al Señor de las Tinieblas. Aplicarle el maquillaje necesario para el personaje requería cinco horas y media y al final de cada día, Curry tenía que pasar una hora en un baño para quitar la máscara de goma soluble. En un momento dado, Curry se impacientó demasiado y, sintiéndose claustrofóbico, se quitó el maquillaje demasiado deprisa con el resultado de que se arrancó su propia piel en el proceso. Scott tuvo que trabajar alrededor de una semana como resultado.
Ese mismo año, apareció en la película de comedia y misterio Clue, personificando a Wadsworth, el mayordomo. Después de esto, Curry comenzó a participar en más papeles de comedia a finales de los años 80 y 90 como Home Alone 2: Lost in New York, Jigsaw en Loaded Weapon 1 y como Long John Silver en Muppet Treasure Island. Aunque durante la década de los 90 participó mayoritariamente en comedias, también apareció en películas de acción como el thriller La caza del Octubre Rojo, como Dr. Yevgeniy Petrov; una nueva versión de Los tres mosqueteros como el cardenal Richelieu (1993); y como Herkermer Homolka en Congo (1995).
A principios de los años 2000, Curry fue parte de la adaptación cinematográfica de Los ángeles de Charlie en el papel de Roger Corwin, y en la película de parodias Scary Movie 2 interpretando al profesor Oldman. Luego pasó a ser Thurman Rice, un papel secundario en la película biográfica Kinsey. En los últimos años ha actuado principalmente en películas de animación.

### Televisión
Curry comenzó su carrera con pequeños papeles en series de televisión, como Eugene en Napoleon and Love, y papeles invitados en Armchair Theatre y Play for Today. También tuvo papeles recurrentes en la serie de televisión de ciencia ficción de corta duración Tierra 2 y la serie de comedia Rude Awakening.
También ha participado en otras series como Roseanne, Tales from the Crypt (que le valió una nominación a un premio Emmy), Lexx, Monk, Psych, Poirot de Agatha Christie y Mentes criminales. Igualmente actuó en un gran número de películas de televisión y miniseries.
Aunque Curry ha aparecido en numerosas series de televisión a lo largo de su carrera sólo ha tenido papeles principales en dos: Over the Top, una serie comedia que también produjo, y Family Affairs. Ambas fueron canceladas después de solo una temporada. Uno de sus papeles televisivos más conocidos, y en realidad uno de los más conocidos de toda su carrera, es el de Pennywise, el payaso en la miniserie de horror It de 1990.
Aparte de una entrevista para Fangoria en 1990, Curry nunca reconoció públicamente su participación en It hasta una entrevista con Moviefone en 2015, donde consideró el personaje de Pennywise «un papel maravilloso», dando su bendición al sucesor Will Poulter. En un primer momento Poulter se puso a interpretar al personaje, pero finalmente abandonó. Fue reemplazado por Bill Skarsgård y al ser entrevistado en la Fan Expo de Canadá, Curry dio su aprobación al cambio, diciendo que le agradaba mucho la elección de Skarsgård.

### Actor de voz
Como actor de voz ha participado en un gran número de series de televisión animadas y películas, interpretando a personajes como al Capitán Hook en la serie animada Peter Pan y los piratas de Fox. Curry ganó un premio Daytime Emmy por su actuación. Otra serie animada de televisión fue en Los Thornberrys de Nickelodeon, donde interpretó a Nigel Thornberry. También tuvo un pequeño papel en la serie de televisión La sirenita.
Curry también apareció en una serie de películas de animación como las tres películas de Rugrats como personajes secundarios (excepto en Rugrats: Vacaciones Salvajes, donde él repite su papel como Nigel Thornberry), igualmente la película The Wild Thornberrys Movie, La bella y la bestia 2, Scooby-Doo y el fantasma de la bruja, el doblaje en inglés de la película japonesa Neko no Ongaeshi, Valiant, Garfield 2, entre otros.
Curry también ha prestado su voz a numerosos videojuegos, como en la serie Gabriel Knight: Sins of the Fathers y Gabriel Knight 3: Blood of the Sacred, y en otros como Blood of the Damned, donde dio voz al protagonista del juego, Gabriel Knight, Toonstruck, Sacrifice, Brütal Legend y Dragon Age: Origins.

## Filmografía
| Año  | Título                                   | Personaje                                   | Director                       |              |
| ---- | ---------------------------------------- | ------------------------------------------- | ------------------------------ | ------------ |
| 1975 | The Rocky Horror Picture Show            | Dr. Frank N. Furter                         | Jim Sharman                    |              |
| 1978 | El grito                                 | Robert Graves                               | Jerzy Skolimowski              |              |
| 1980 | Times Square                             | Johnny LaGuardia                            | Allan Moyle                    |              |
| 1982 | Annie                                    | Rooster Hannigan                            | John Huston                    |              |
| 1983 | The Ploughman's Lunch                    | Jeremy Hancock                              | Richard Eyre                   |              |
| 1985 | Legend                                   | Darkness                                    | Ridley Scott                   |              |
| 1985 | Clue                                     | Wadsworth                                   | Jonathan Lynn                  |              |
| 1988 | Pass the Ammo                            | Reverendo Ray Porter                        | David Beaird                   |              |
| 1990 | It (miniserie de 1990)                   | Pennywise, el payaso                        | Tommy Lee Wallace              |              |
| 1990 | La caza del Octubre Rojo                 | Dr. Yevgeniy Petrov                         | John McTiernan                 |              |
| 1991 | Oscar                                    | Dr. Thornton Poole                          | John Landis                    |              |
| 1992 | FernGully: The Last Rainforest           | Hexxus                                      | Bill Kroyer                    | Actor de voz |
| 1992 | Passed Away                              | Boyd Pinter                                 | Charlie Peters                 |              |
| 1992 | Home Alone 2: Lost in New York           | Mr. Hector                                  | Chris Columbus                 |              |
| 1993 | Loaded Weapon 1                          | Mr. Jigsaw                                  | Gene Quintano                  |              |
| 1993 | Los tres mosqueteros                     | Cardenal Richelieu                          | Stephen Herek                  |              |
| 1994 | La sombra                                | Farley Claymore                             | Russell Mulcahy                |              |
| 1995 | The Pebble and the Penguin               | Drake                                       | Don Bluth & Gary Goldman       | Actor de voz |
| 1995 | Congo                                    | Herkermer Homolka                           | Frank Marshall                 |              |
| 1995 | Lover's Knot                             | Cupid's Caseworker                          | Peter Shaner                   |              |
| 1996 | Muppet Treasure Island                   | Long John Silver                            | Brian Henson                   |              |
| 1997 | McHale's Navy                            | Major Vladikov                              | Bryan Spicer                   |              |
| 1997 | La bella y la bestia 2                   | Forte                                       | Andy Knight                    | Actor de voz |
| 1997 | A Christmas Carol                        | Ebenezer Scrooge                            | Stan Phillips                  | Actor de voz |
| 1998 | Addams Family Reunion                    | Gomez Addams                                | Dave Payne                     |              |
| 1998 | The Rugrats Movie                        | Rex Pester                                  | Igor Kovalyov & Norton Virgien | Actor de voz |
| 1998 | The Easter Story Keepers                 | Nero                                        | Jimmy T. Murakami              | Actor de voz |
| 1999 | Scooby-Doo y el fantasma de la bruja     | Ben Ravencroft                              | Jim Stenstrum                  | Actor de voz |
| 1999 | Bartok el Magnífico                      | The Skull                                   | Don Bluth & Gary Goldman       | Actor de voz |
| 1999 | Pirates of the Plain                     | Jezebel Jack                                | John R. Cherry III             |              |
| 2000 | Four Dogs Playing Poker                  | Felix                                       | Paul Rachman                   |              |
| 2000 | Sorted                                   | Damien Kemp                                 | Alexander Jovy                 |              |
| 2000 | Lion of Oz                               | Captain Fitzgerald                          | Tim Deacon                     | Actor de voz |
| 2000 | Los ángeles de Charlie                   | Roger Corwin                                | McG                            |              |
| 2000 | Rugrats in Paris: The Movie              | Sumo Singer                                 | Stig Bergqvist & Paul Demeyer  | Actor de voz |
| 2001 | Scary Movie 2                            | Profesor Oldman                             | Keenen Ivory Wayans            |              |
| 2001 | Barbie in the Nutcracker                 | El Rey Raton                                | Owen Hurley                    | Actor de voz |
| 2002 | Ritual                                   | Matthew Hope                                | Avi Nesher                     |              |
| 2002 | The Scoundrel's Wife                     | Father Antoine                              | Glen Pitre                     |              |
| 2002 | I, Crocodile                             | Crocodile                                   | Michael Sporn                  | Actor de voz |
| 2002 | Neko no Ongaeshi                         | El Rey Gato                                 | Hiroyuki Morita                | Actor de voz |
| 2002 | The Wild Thornberrys Movie               | Nigel Thornberry / Col. Radcliff Thornberry | Cathy Malkasian & Jeff McGrath | Actor de voz |
| 2003 | Rugrats: Vacaciones Salvajes             | Nigel Thornberry                            | Norton Virgien & John Eng      | Actor de voz |
| 2004 | Kinsey                                   | Thurman Rice                                | Bill Condon                    |              |
| 2005 | Bailey's Billion$                        | Caspar Pennington                           | David Devine                   |              |
| 2005 | ¡Mucha Lucha!: The Return of El Maléfico | El Maléfico                                 | Ron Hughart                    | Actor de voz |
| 2005 | Valiant                                  | Von Talon                                   | Gary Chapman                   | Actor de voz |
| 2006 | Queer Duck: The Movie                    | Peccary                                     | Xeth Feinberg                  | Actor de voz |
| 2006 | Garfield 2                               | Prince                                      | Tim Hill                       | Actor de voz |
| 2006 | A Sesame Street Christmas Carol          | Narrador                                    | Victor DiNapoli                | Actor de voz |
| 2007 | The Chosen One                           | Lucifer                                     | Chris Lackey                   | Actor de voz |
| 2007 | Christmas in Wonderland                  | Gordon McLoosh                              | James Orr                      |              |
| 2007 | Once Upon a Christmas Village            | Sir Evil                                    | Michael Attardi                | Actor de voz |
| 2008 | Vamos a la luna                          | Yegor                                       | Ben Stassen                    | Actor de voz |
| 2008 | The Secret of Moonacre                   | Coeur de Noir / Sir William de Noir         | Gábor Csupó                    |              |
| 2008 | Scooby-Doo y el Rey de los Duendes       | The Goblin King                             | Joe Sichta                     | Actor de voz |
| 2009 | Barbie y las tres Mosqueteras            | Philippe                                    | William Lau                    | Actor de voz |
| 2009 | Mythic Journeys                          | The King                                    | Stephen Boe & Whitney Boe      | Actor de voz |
| 2010 | The North Star                           | Narrador                                    | Peter H. Reynolds              | Actor de voz |
| 2010 | Curious George 2: Follow That Monkey!    | Piccadilly                                  | Norton Virgien                 | Actor de voz |
| 2010 | A Turtle's Tale: Sammy's Adventures      | Fluffy the Cat                              | Ben Stassen                    | Actor de voz |
| 2010 | Burke and Hare                           | Prof. Alexander Monro                       | John Landis                    |              |
| 2011 | The Voyages of Young Doctor Dolittle     | Doctor Dolittle                             | Rinat Gazizov                  | Actor de voz |
| 2012 | The Outback                              | Blacktooth                                  | Kyung Ho Lee                   | Actor de voz |
| 2012 | Back to the Sea                          | Eric                                        | Thom Lu                        | Actor de voz |
| 2012 | Strange Frame                            | Dorlan Mig                                  | G. B. Hajim                    | Actor de voz |
| 2013 | Gingerclown                              | Gingerclown                                 | Balázs Hatvani                 | Actor de voz |
| 2013 | Saving Santa                             | Nevil Baddington                            | Leon Joosen                    | Actor de voz |
| 2014 | Axel: The Biggest Little Hero            | Papa Qi                                     | Leo Lee                        | Actor de voz |
| 2014 | Ribbit                                   | Terence                                     | Chuck Powers                   | Actor de voz |
| 2017 | Long Drive Home                          | Monster Head                                | Michael J. Berwick             | Actor de voz |

### Televisión
| Año             | Título                                                      | Personaje                                         | Nota                                                        |
| --------------- | ----------------------------------------------------------- | ------------------------------------------------- | ----------------------------------------------------------- |
| 1968            | Sinking Fish Move Sideways                                  | Waiter on Train                                   | Película para TV                                            |
| 1974            | Napoleon and Love                                           | Eugene                                            | 3 episodios                                                 |
| 1975            | Three Men in a Boat                                         | Jerome                                            | Película para TV                                            |
| 1978            | Will Shakespeare                                            | William Shakespeare                               | 6 episodios                                                 |
| 1982            | Oliver Twist                                                | Bill Sikes                                        | Película para TV                                            |
| 1983            | Video Stars                                                 | Teddy Whazz                                       | Película para TV                                            |
| 1985            | Blue Money                                                  | Larry Gormley                                     | Película para TV                                            |
| 1985            | Ligmalion: A Musical for the 80s                            | Eden Rothwell Esq.                                | Película para TV                                            |
| 1986            | The Worst Witch                                             | The Grand Wizard                                  | Película para TV                                            |
| 1988–1989       | The Greatest Adventure: Stories from the Bible              | The Serpent / Judas Iscariot                      | 2 episodios \| Actor de voz                                 |
| 1989            | The Tracey Ullman Show                                      | Ian Miles                                         | Episodio: #3.11                                             |
| 1989            | Wiseguy                                                     | Winston Newquay                                   | 6 episodios                                                 |
| 1989            | Paddington Bear                                             | Mr. Curry                                         | 13 episodios \| Actor de voz                                |
| 1990–1991       | Peter Pan y los piratas                                     | Captain Hook                                      | 46 episodios \| Actor de voz                                |
| 1990            | Gravedale High                                              | Mr. Tutner                                        | 3 episodios \| Actor de voz                                 |
| 1990–1991       | Wake, Rattle & Roll                                         | Ronald Chump                                      | 28 episodios \| Actor de voz                                |
| 1990            | Tiny Toon Adventures                                        | Prince Charles / Reginald                         | Actor de voz                                                |
| 1990            | The Marzipan Pig                                            | Narrador                                          | Película para TV \| Actor de voz                            |
| 1990            | It                                                          | Pennywise, el payaso bailarín                     | 2 episodios Personaje principal                             |
| 1990            | TaleSpin                                                    | Thaddeos E. Klang                                 | 2 episodios \| Actor de voz                                 |
| 1991–1993       | Piratas de las aguas negras                                 | Konk                                              | 20 episodios \| Actor de voz                                |
| 1991–1994       | La leyenda del Príncipe Valiente                            | Sir Gawain                                        | 39 episodios \| Actor de voz                                |
| 1991–1996       | Captain Planet and the Planeteers                           | MAL                                               | 26 episodios \| Actor de voz                                |
| 1991–1992       | Darkwing Duck                                               | Taurus Bulba                                      | 3 episodios \| Actor de voz                                 |
| 1992            | Fish Police                                                 | Sharkster                                         | 6 episodios \| Actor de voz                                 |
| 1992–1994       | Dinosaurios                                                 | Varias voces                                      | 7 episodios \| Actor de voz                                 |
| 1992            | Batman: The Animated Series                                 | Henchman                                          | Actor de voz                                                |
| 1992–1994       | La sirenita                                                 | Evil Manta                                        | 4 episodios \| Actor de voz                                 |
| 1992            | The Steadfast Tin Soldier                                   | Jack-in-the-Box                                   | Película para TV \| Actor de voz                            |
| 1993            | Roseanne                                                    | Roger                                             | 2 episodios                                                 |
| 1993–1994       | Mighty Max                                                  | Skullmaster / Jules Verne                         | 12 episodios \| Actor de voz                                |
| 1993            | Tales from the Crypt                                        | Pa / Ma / Winona Brackett                         | Episodio: "Death of Some Salesman"                          |
| 1993            | Eek! The Cat                                                | Narrador                                          | Episodio: "It's a Very Merry Eek's-mas" \| Actor de voz     |
| 1994–1997       | Aaahh!!! Real Monsters                                      | Zimbo / Voces adicionales                         | 19 episodios                                                |
| 1994–1997       | Duckman                                                     | King Chicken / Simon Desmond                      | 10 episodios \| Actor de voz                                |
| 1994            | Las aventuras de Sonic el Erizo                             | King Acorn / Keeper of the Time Stones            | 4 episodios \| Actor de voz                                 |
| 1994            | Aladdin                                                     | Amok Mon-Ra / Caliph Kapok                        | 2 episodios \| Actor de voz                                 |
| 1994            | Tierra 2                                                    | Gaal                                              | 4 episodios                                                 |
| 1994–1995       | Superhuman Samurai Syber-Squad                              | Kilokahn                                          | 53 episodios \| Actor de voz                                |
| 1994–1995       | Turbocharged Thunderbirds                                   | The Atrocimator                                   | 13 episodios \| Actor de voz                                |
| 1995–1997       | La Máscara: la serie animada                                | Pretorius                                         | 14 episodios \| Actor de voz                                |
| 1995            | Daisy-Head Mayzie                                           | Finagle                                           | Película para TV \| Actor de voz                            |
| 1995–1996       | Gárgolas                                                    | Dr. Anton Sevarius                                | 7 episodios \| Actor de voz                                 |
| 1995–1996       | The Naked Truth                                             | Sir Rudolph Haley                                 | 2 episodios                                                 |
| 1996            | Adventures from the Book of Virtues                         | King Minos / Gessler                              | 2 episodios \| Actor de voz                                 |
| 1996–1997       | Mighty Ducks                                                | Lord Dragaunus                                    | 21 episodios \| Actor de voz                                |
| 1996–1998       | Jumanji                                                     | Trader Slick                                      | 6 episodios \| Actor de voz                                 |
| 1996            | Quack Pack                                                  | Moltoc                                            | 2 episodios \| Actor de voz                                 |
| 1996–1997       | Bruno the Kid                                               | Lazlo Gigahurtz                                   |                                                             |
| 1996            | The Story of Santa Claus                                    | Nostros                                           | Película para TV \| Actor de voz                            |
| 1996            | Titanic                                                     | Simon Doonan                                      | 2 episodios                                                 |
| 1997            | Freakazoid!                                                 | Dr. Mystico                                       | Episodio: "Island of Dr. Mystico" \| Actor de voz           |
| 1997            | Lexx                                                        | Poet Man                                          | Episodio: "Supernova"                                       |
| 1997            | Casper                                                      | Pianist                                           | Episodio: "Stinkie Time Theatre" \| Actor de voz            |
| 1997            | Over the Top                                                | Simon Ferguson                                    | 12 episodios; also producer                                 |
| 1997            | Teen Angel                                                  | The Frog                                          | Episodio: "Jeremiah Was a Bullfrog" \| Actor de voz         |
| 1997            | Doom Runners                                                | Dr. Kao                                           | Película para TV                                            |
| 1998            | Stories from My Childhood                                   | The Beast                                         | Episodio: "Beauty and the Beast" \| Actor de voz            |
| 1998            | Where on Earth Is Carmen San Diego?                         | Dr. Gunnar Maelstrom                              | 3 episodios \| Actor de voz                                 |
| 1998            | The Net                                                     | The Sorcerer                                      | 10 episodios                                                |
| 1998–2004       | The Wild Thornberrys                                        | Nigel Thornberry                                  | 92 episodios \| Actor de voz                                |
| 1998–2000       | Voltron: The Third Dimension                                | Prince Lotor / King Alfor                         | 23 episodios                                                |
| 1998            | The First Snow of Winter                                    | Voley                                             | Película para TV                                            |
| 1999, 2003–2004 | Hey Arnold!                                                 | Leichliter                                        | 3 episodios                                                 |
| 1999            | Xyber 9: New Dawn                                           | King Renard                                       | 18 episodios                                                |
| 1999–2000       | Rude Awakening                                              | Martin Crisp                                      | 6 episodios                                                 |
| 1999–2001       | The Big Guy and Rusty the Boy Robot                         | Dr. Neugog                                        | 2 episodios                                                 |
| 1999            | Recess                                                      | Dr. Slicer                                        | Episodio: "Prickly is Leaving"                              |
| 1999            | Johnny Bravo                                                | Big Brother                                       | Episodio: "Brave New Johnny"                                |
| 1999            | Pinky, Elmyra & the Brain                                   | Monkman                                           | Episodio: "Teleport a Friend" \| Actor de voz               |
| 1999            | Jackie's Back                                               | Edward Whatsett St. John                          | Película para TV                                            |
| 1999            | The Titanic Chronicles                                      | Officer Lightoller                                | Película para TV \| Actor de voz                            |
| 2000            | Martial Law                                                 | The One                                           | 3 episodios \| Actor de voz                                 |
| 2000            | Batman Beyond                                               | Mutro Botho                                       | Episodio: "Final Cut" \| Actor de voz                       |
| 2000            | 100 Deeds for Eddie McDowd                                  | The Rottweiler                                    | Episodio: "Big Dog" \| Actor de voz                         |
| 2000            | Bette                                                       | El mismo                                          | Episodio: "Or Not to Be"                                    |
| 2000–2001       | Redwall: Mattimeo                                           | Slagar the Cruel                                  | 13 episodios \| Actor de voz                                |
| 2001            | Atila, rey de los hunos                                     | Theodosius II                                     | 2 episodios                                                 |
| 2001            | Gary & Mike                                                 | Killer                                            | Episodio: "Crisscross" \| Actor de voz                      |
| 2001            | Wolf Girl                                                   | Harley Dune                                       | Película para TV                                            |
| 2001            | Teacher's Pet                                               | Spooky                                            | Episodio: "The Tale of the Telltale Taffy"                  |
| 2002–2003       | Teamo Supremo                                               | Laser Pirate / Dastardly Dentist                  | 3 episodios \| Actor de voz                                 |
| 2002            | Samurai Jack                                                | Worm 1                                            | Episodio: "Jack Tales" \| Actor de voz                      |
| 2002            | Ozzy & Drix                                                 | Nick O'Teen / Scarlet Fever                       | 2 episodios \| Actor de voz                                 |
| 2002–2003       | Family Affair                                               | Mr. Giles French                                  | 16 episodios                                                |
| 2003–2005       | The Adventures of Jimmy Neutron: Boy Genius                 | Professor Finbarr Calamitous                      | 8 episodios \| Actor de voz                                 |
| 2003            | K10C: Kids' Ten Commandments                                | Hazzaka                                           | Episodio: "The Not-So-Golden Calf" \| Actor de voz          |
| 2003            | Zona Tiza                                                   | Jacko                                             | 2 episodios \| Actor de voz                                 |
| 2003            | The Proud Family                                            | Pervical                                          | Episodio: "The Good, the Bad, and the Ugly" \| Actor de voz |
| 2004            | Monk                                                        | Dale "The Whale" Biederbeck                       | Episodio: "Mr. Monk Goes to Jail"                           |
| 2004            | Will & Grace                                                | Marion Finster                                    | 2 episodios \| Actor de voz                                 |
| 2004            | Higglytown Heroes                                           | Libraian Hero                                     | 2 episodios \| Actor de voz                                 |
| 2005            | Duck Dodgers                                                | Magnificent Rogue                                 | Episodio: "Villainstruck" \| Actor de voz                   |
| 2005            | Loonatics Unleashed                                         | Ringmaster                                        | Episodio: "My Life is a Circus" \| Actor de voz             |
| 2006            | The Jimmy Timmy Power Hour 2: When Nerds Collide            | Profesor Finbarr Calamitous                       | Película para TV \| Actor de voz                            |
| 2006            | Eloise: The Animated Series                                 | Mr. Salamone                                      | 6 episodios \| Actor de voz                                 |
| 2007            | Psych                                                       | Nigel St. Nigel                                   | Episodio: "American Duos"                                   |
| 2008, 2012      | Phineas and Ferb                                            | Stubbings / Dr. Lloyd Wexler / Worthington Dubois | 2 episodios \| Actor de voz                                 |
| 2008            | Ben 10: Alien Force                                         | Dr. Joseph Chadwick / Knight #2                   | Episodio: "Pet Project" \| Actor de voz                     |
| 2008            | Terry Pratchett's The Colour of Magic                       | Trymon                                            | 2 episodios                                                 |
| 2009            | Alice                                                       | Dodo                                              | Episodio #1.1                                               |
| 2009            | Return to Cranford                                          | Signor Brunoni                                    | Episodio: "Part Two: October 1844"                          |
| 2009            | Agatha Christie's Poirot                                    | Lord Greville Boynton                             | Episodio: "Appointment with Death"                          |
| 2010            | Criminal Minds                                              | Billy Flynn/The Prince of Darkness                | 2 episodios                                                 |
| 2010            | Regular Show                                                | Hot Dog Leader / Master Prank Caller #2           | 2 episodios \| Actor de voz                                 |
| 2012–2013       | Young Justice                                               | G. Gordon Godfrey                                 | 8 episodios \| Actor de voz                                 |
| 2012            | Transformers: Rescue Bots                                   | Doctor Morocco                                    | 4 episodios \| Actor de voz                                 |
| 2012            | The High Fructose Adventures of Annoying Orange             | Arugula / Endive / Plum                           | 2 episodios \| Actor de voz                                 |
| 2012–2014       | Randy Cunningham: Ninja Total                               | The Sorcerer                                      | 21 episodios \| Actor de voz                                |
| 2012–2014       | Star Wars: The Clone Wars                                   | Palpatine                                         | 10 episodios \| Actor de voz                                |
| 2013            | Wonder Pets                                                 | Tin Man                                           | Episodio: "In the Land of Oz" \| Actor de voz               |
| 2013            | Ben 10: Omniverse                                           | Dr. Joseph Chadwick / Stage Manager               | Episodio: "Return to Forever" \| Actor de voz               |
| 2014            | Más allá del jardín                                         | Auntie Whispers                                   | Episodio: "The Ringing of the Bell" \| Actor de voz         |
| 2016            | The Rocky Horror Picture Show: Let's Do the Time Warp Again | Criminólogo/Narrador                              | Película para TV                                            |

### Videojuegos
| Year | Title                                                      | Role                        |
| ---- | ---------------------------------------------------------- | --------------------------- |
| 1993 | Gabriel Knight: Sins of the Fathers                        | Gabriel Knight              |
| 1994 | Wing Commander III: Heart of the Tiger                     | Melek                       |
| 1995 | Frankenstein: Through the Eyes of the Monster              | Doctor Victor Frankenstein  |
| 1996 | Muppet Treasure Island                                     | Long John Silver            |
| 1996 | Toonstruck                                                 | Count Nefarious             |
| 1997 | Duckman: The Graphic Adventures of a Private Dick          | King Chicken                |
| 1999 | Gabriel Knight 3: Blood of the Sacred, Blood of the Damned | Gabriel Knight              |
| 2000 | Sacrifice                                                  | Stratos                     |
| 2002 | The Four Horsemen of the Apocalypse                        | Satan                       |
| 2002 | Scooby-Doo! Night of 100 Frights                           | Mastermind                  |
| 2004 | Lemony Snicket's A Series Of Unfortunate Events            | Lemony Snicket              |
| 2005 | Nicktoons Unite!                                           | Profesor Finbarr Calamitous |
| 2007 | Nicktoons: Attack of the Toybots                           | Profesor Finbarr Calamitous |
| 2009 | Command & Conquer: Red Alert 3                             | Premier Cherdenko           |
| 2009 | Brütal Legend                                              | Emperador Doviculus         |
| 2009 | Dragon Age: Origins                                        | Arl Rendon Howe             |

## Carrera musical
Junto con su carrera como actor, Curry ha desarrollado también una importante carrera musical, ya como intérprete de bandas sonoras o ya como cantante en solitario. En 1978, la compañía A&M Records lanzó el álbum de debut de Curry llamado Read My Lips. El álbum contenía una ecléctica mezcla de estilos y canciones, muchas de las cuales eran versiones. Las mejores canciones del mismo son una versión en clave de reggae de la canción de los Beatles I Will y la balada Alan.
Al año siguiente Curry lanzó su segundo y más famoso álbum, Fearless, que contenía canciones más orientadas al rock que su predecesor. El disco incluía sus únicas canciones que han entrado en los Charts americanos: I Do the Rock y Paradise Garage.
En 1981 salió al mercado su tercer disco: Simplicity, que tuvo menos éxito que sus predecesores.
En 1989, salió a la venta el recopilatorio The Best of Tim Curry donde se incluía una versión en vivo de Alan y una versión de la canción de Bob Dylan Simple Twist of Fate.
En 1990 participa en la representación en directo de The Wall del músico Roger Waters, ex-Pink Floyd, en conmemoración de la caída del muro de Berlín interpretando y cantando bajo la máscara del personaje The Prosecutor.